# Neustadt (Eichsfeld)

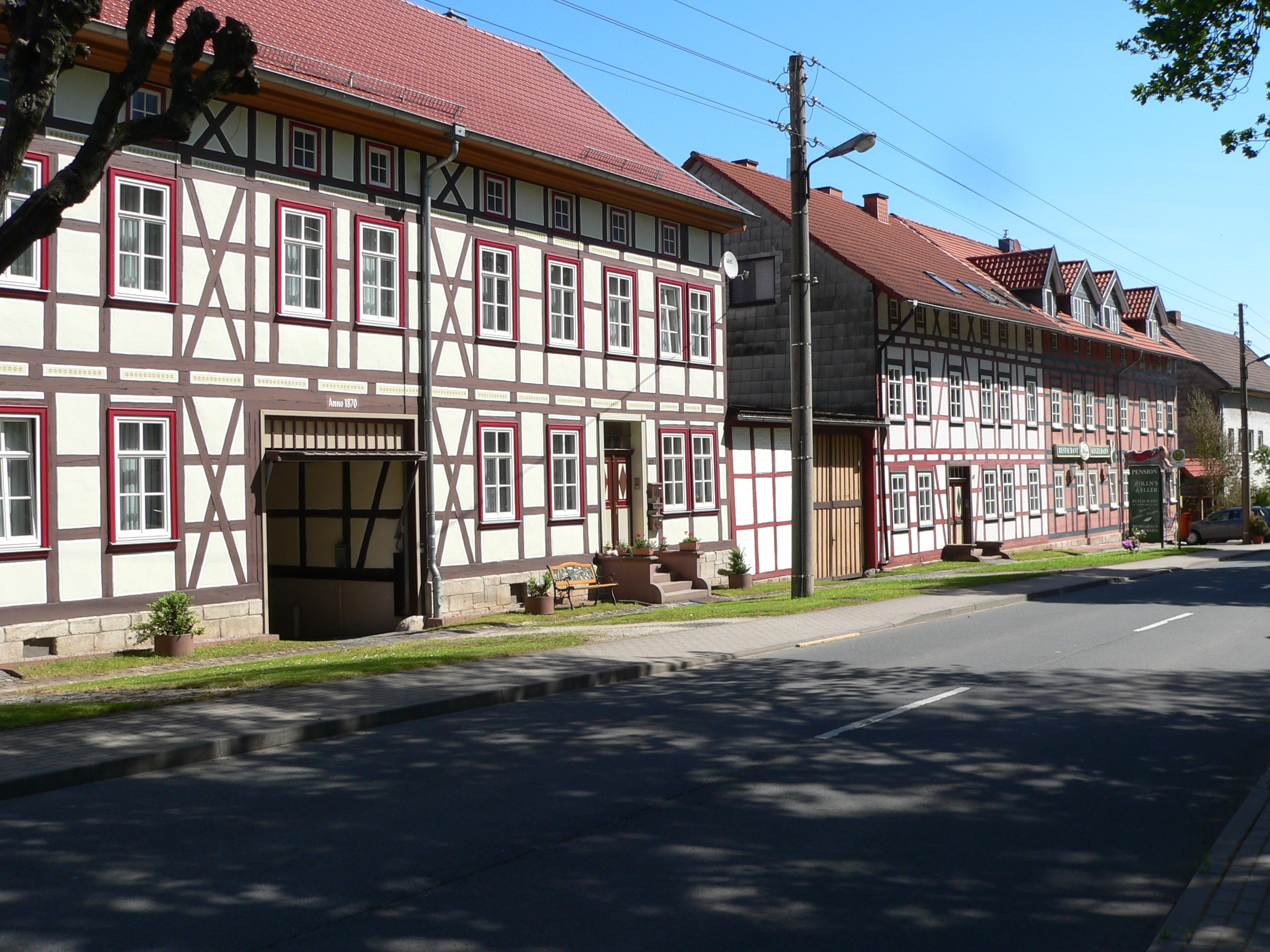
Fachwerkhäuser Neustadt

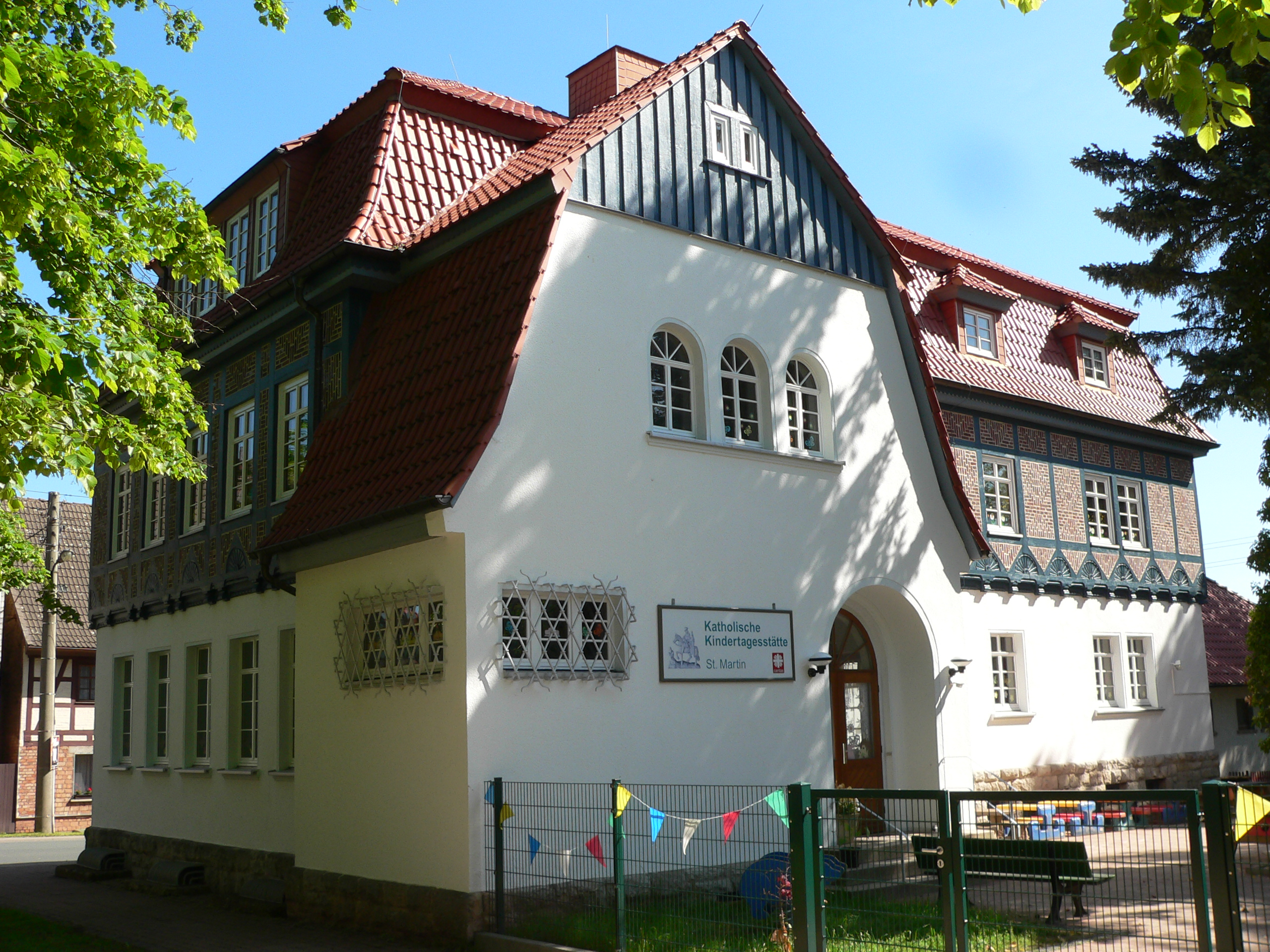
Bürgermeisteramt und Kindergarten St. Martin

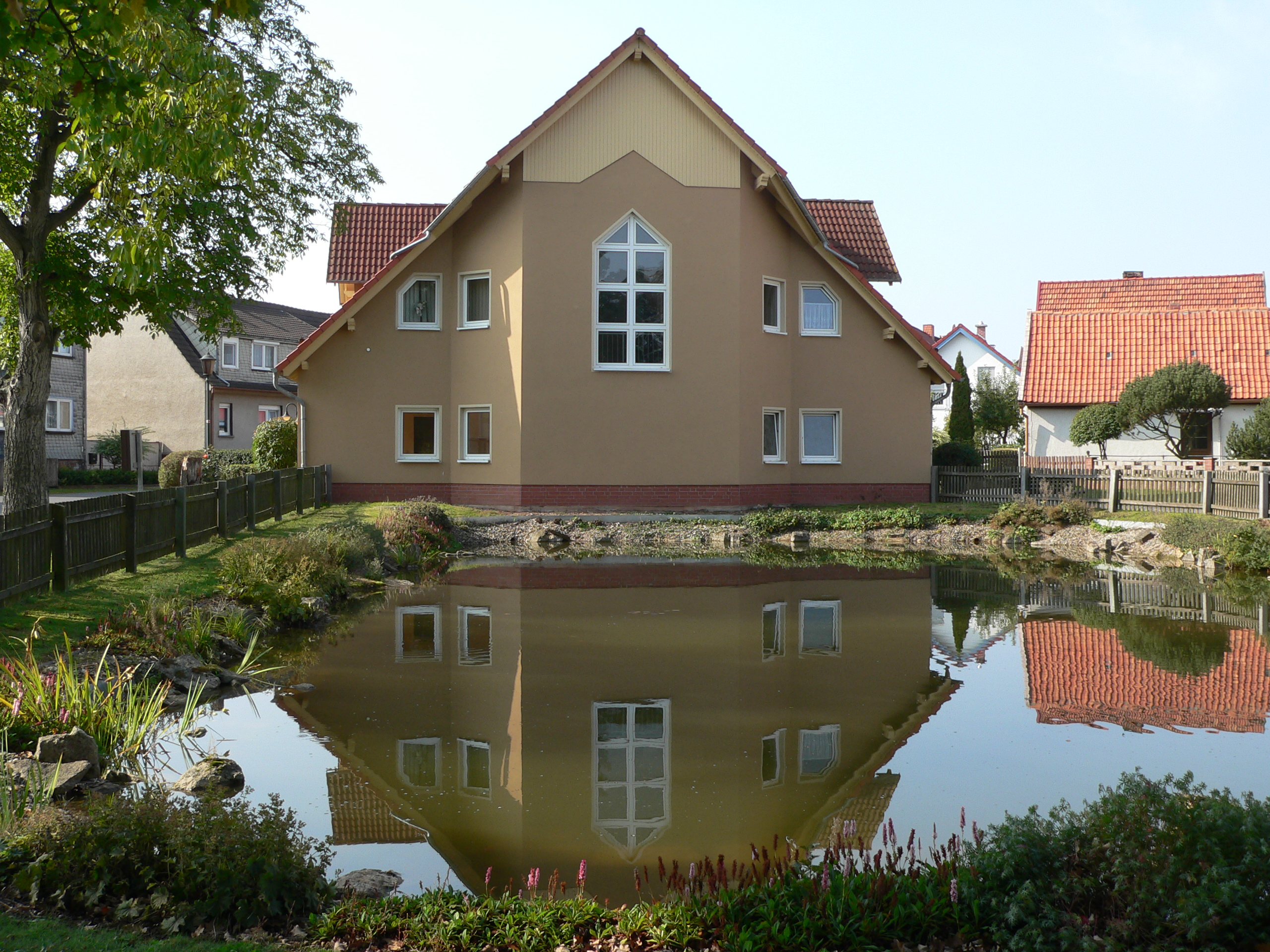
Dorfgemeinschaftshaus und Freiwillige Feuerwehr

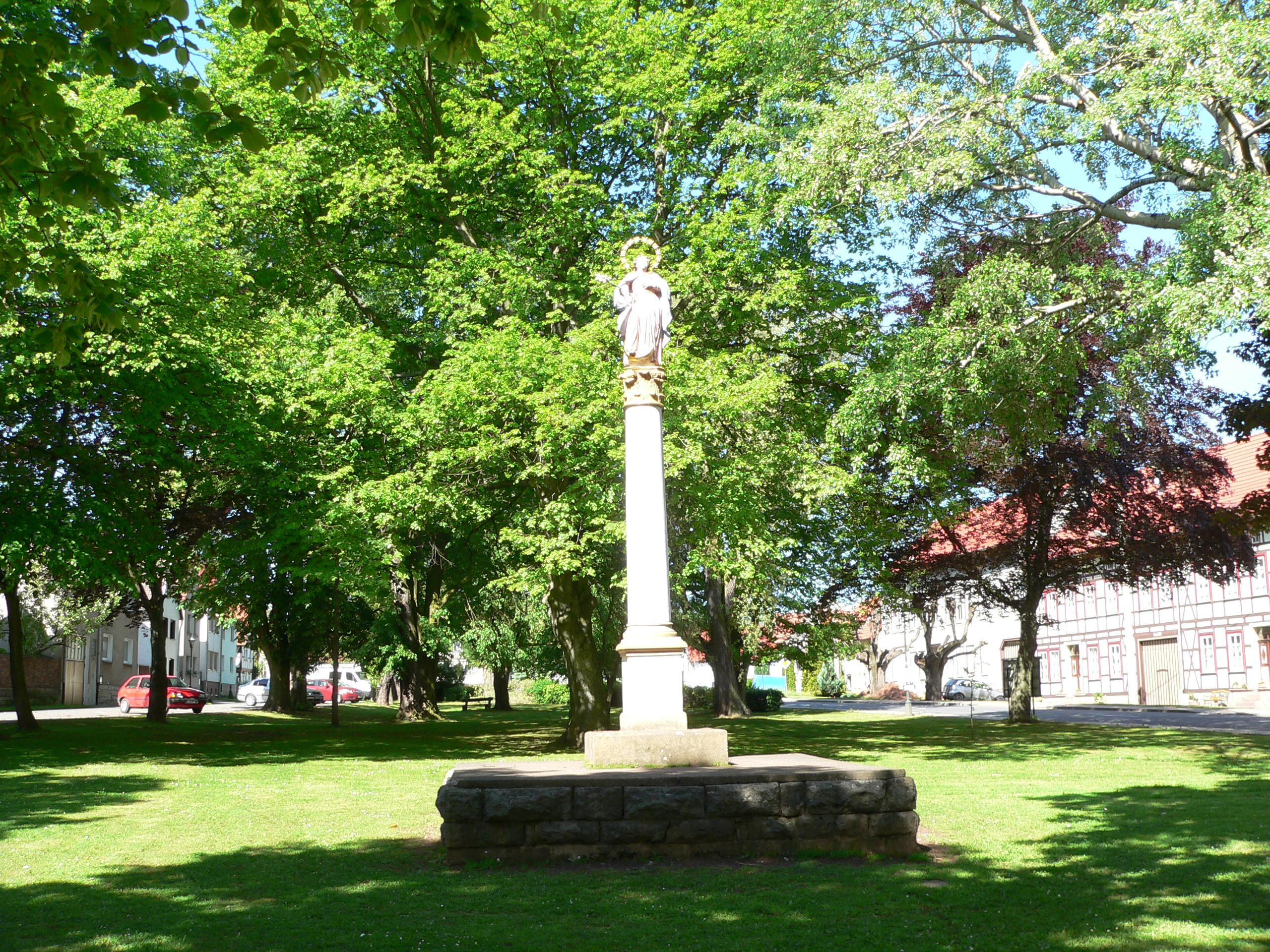
Mariensäule auf dem Schulplatz

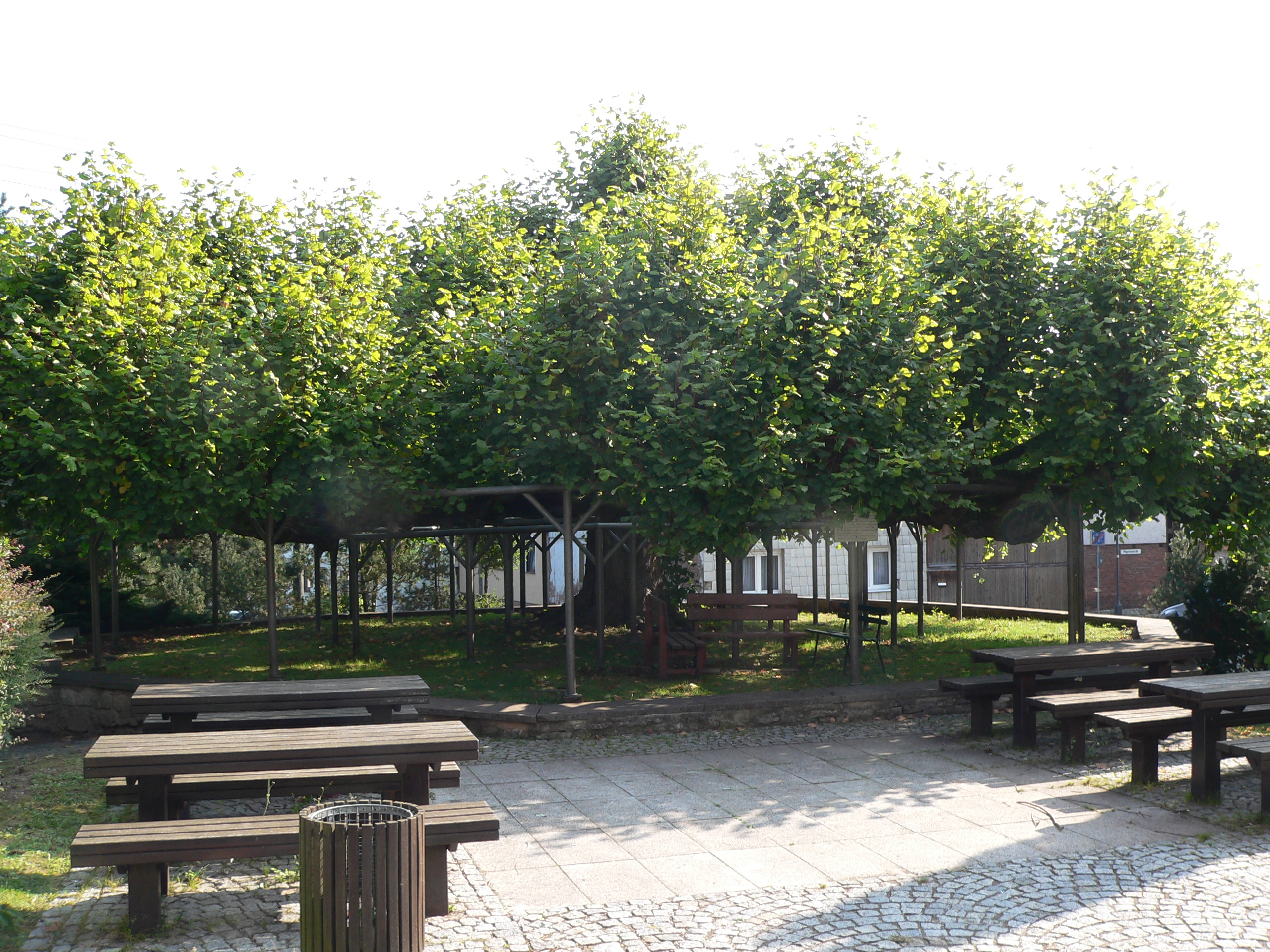
Angerlinde

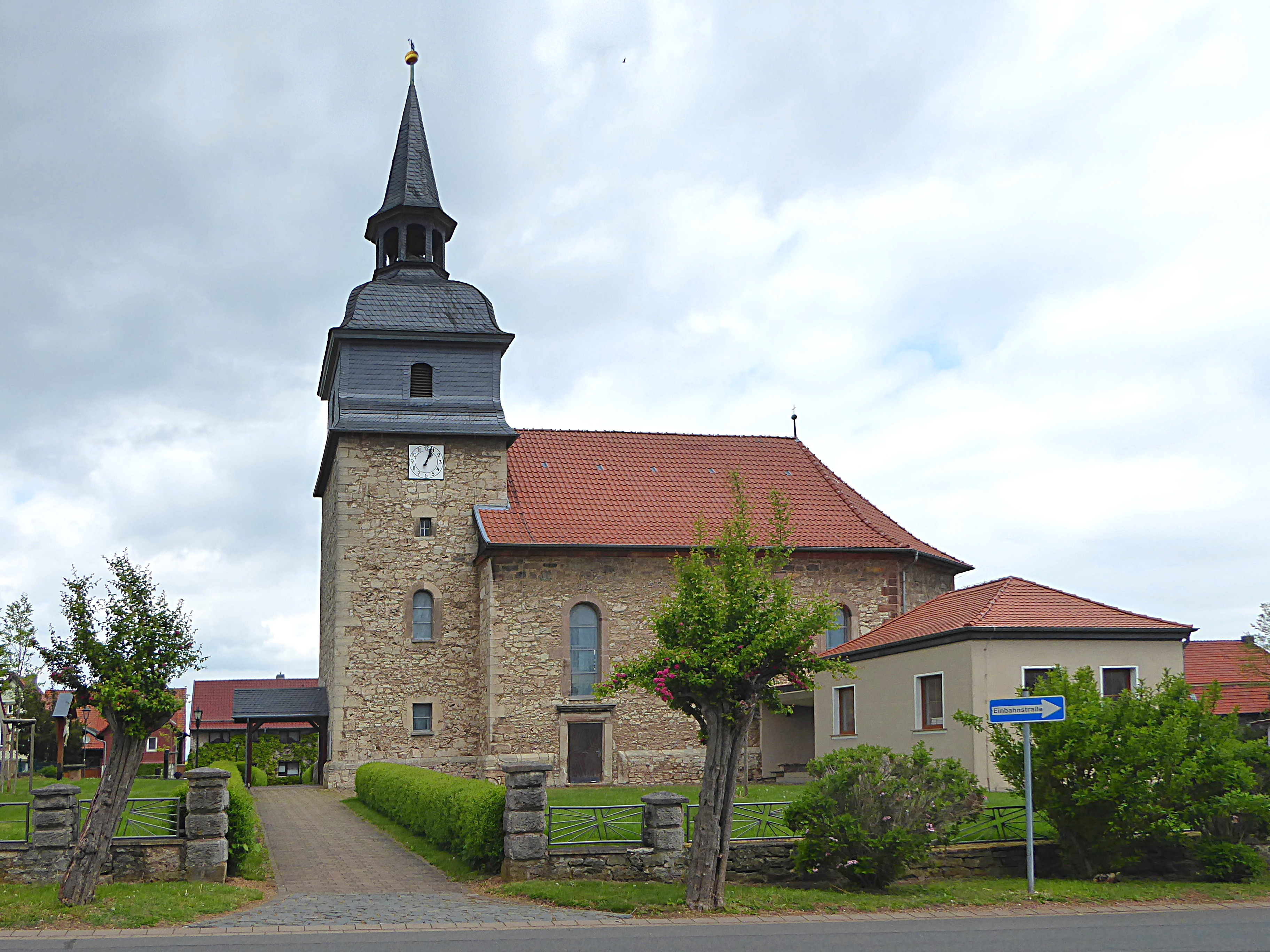
St. Simon und Judas Thaddäus

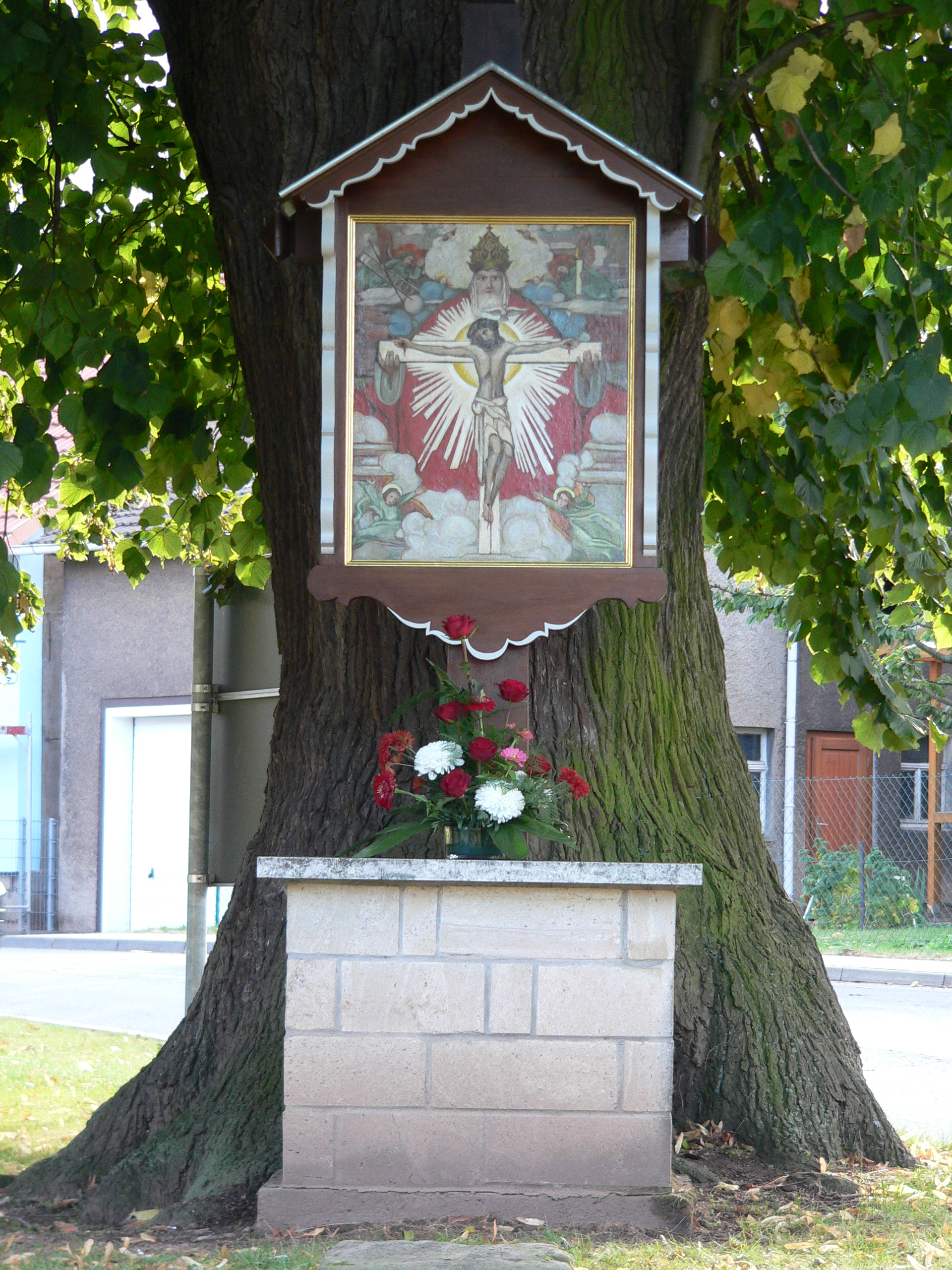
Dreifaltigkeitsbildstock

Neustadt ist ein Ortsteil der Landgemeinde Am Ohmberg im thüringischen Landkreis Eichsfeld. Die Landgemeinde gehörte der Verwaltungsgemeinschaft Eichsfeld-Südharz bis zu deren Auflösung am 30. November 2011 an. Der Ort wurde früher auf dem Eichsfeld zur Unterscheidung als das katholische Neustadt bezeichnet. Neustadt besteht aus den Orten Neustadt und Neubleicherode.

## Lage
Der Ort Neustadt befindet sich etwa 25 Kilometer nordöstlich der Kreisstadt Heiligenstadt östlich des Ohmgebirges. Der Ort liegt auf einer kleinen Landzunge zwischen den Bächen Knickbach im Norden und Hagebach im Osten und Süden. Der Hagebach (auch Kleine Bode genannt) mündet bei Großbodungen in die Bode. Nachbarorte sind Großbodungen im Nordosten, Wallrode im Osten und Buhla im Südwesten.
Der Ortsteil Neubleicherode befindet sich etwa zwei Kilometer westlich der Ortslage Neustadt. Die Kleinsiedlung geht auf einen ehemaligen Kalischacht zurück. Am Waldrand befindet sich das Forsthaus Marienthal.

## Geschichte
Die etwa drei Kilometer südlich von Neustadt befindliche Hasenburg war bereits in der Jungsteinzeit besiedelt und bildete bis in das Hochmittelalter eines der bedeutendsten Machtzentren des Eichsfeldes. Die Hasenburg diente zuletzt, in der Regentschaft Kaiser Heinrich IV. als Reichsburg und wurde 1074 im Verlauf des Sachsenkrieges zusammen mit der Siedlung („Civitas“) der Besatzungsmannen und deren Familien zerstört. Sie lag unmittelbar unter dem östlichen Abhang, zwischen dem Berge und dem heute von Wallrode nach Buhla führenden Wege und wurde an der heutigen Stelle neu aufgebaut.
Neustadt wird als „Nova Civitas“ in einer von Papst Urban IV. im Jahre 1262 ausgestellten Urkunde erstmals erwähnt. Carl Duval berichtet, dass der Ort 1662 infolge der Pest fast völlig entvölkert war, man zählte nur 122 überlebende Einwohner. Um 1845 betrug die Einwohnerzahl etwa 1000 Personen, der Ort hatte 120 Wohnhäuser und Höfe. Zu den Besonderheiten des Dorfes zählte Duval die Tanzlinde, welche unter ihren Zweigen ausreichend Platz für eine Kompanie Soldaten böte. Am 7. Mai 1843 wurde unweit des Dorfes eine Kapelle geweiht.
Neustadt wurde als planmäßige Siedlung um einen großen Anger angelegt und war durch einen Knick und Wall geschützt, der teilweise noch erkennbar ist. Die Namen der beide Bachläufe (Hagen und Knick) deuten auf diese Schutzfunktion hin.
Der Ort gehörte bis zur Säkularisation zum Staatsgebiet des Mainzer Erzbistums, König Friedrich Wilhelm III. nahm 1802 das gesamte Eichsfeld für Preußen in Besitz, es entstand das Mediatfürstentum Eichsfeld. 1806 bis 1813 war das französisch besetzte Eichsfeld Teil des Königreichs Westphalen, nach dessen Auflösung es wieder an Preußen übergeben wurde. Auf dem Wiener Kongress wurde das Eichsfeld 1815 geteilt. Neustadt wurde dem Obereichsfeld zugeteilt, es wurde in den Worbis eingefügt, der nun zur preußischen Provinz Sachsen gehören. Entlang der nördlichen Gemarkungsgrenze verlief auch die Grenze zum Untereichsfeld, dies hatte aber bis zum Ende des Zweiten Weltkrieges keine besondere Bedeutung für die Bewohner.
Um 1900 begann auch im Eichsfeld die Erkundung und Erschließung der untertägigen Kalisalzvorkommen. Der Bergbau ermöglichte die Schaffung zahlreicher Arbeitsplätze und den engmaschigen Ausbau des Schienennetzes. Von 1945 bis 1949 gehörte Neustadt zur Sowjetischen Besatzungszone und war ab dem 7. Oktober 1949 Teil der Deutschen Demokratischen Republik, er lag im Bezirk Erfurt, Kreis Worbis. Seit 1990 gehört der Ort zum neu geschaffenen Eichsfeldkreis in Thüringen. Am 1. Dezember 2010 wurde Neustadt mit den Gemeinden Großbodungen und Bischofferode zur Gemeinde Am Ohmberg zusammengeschlossen und verlor damit seine Eigenständigkeit.

### Einwohnerentwicklung
Entwicklung der Einwohnerzahl (31. Dezember):
| Jahr | Einwohner |
| ---- | --------- |
| 1994 | 743       |
| 1995 | 760       |
| 1996 | 786       |
| 1997 | 780       |

| Jahr | Einwohner |
| ---- | --------- |
| 1998 | 787       |
| 1999 | 768       |
| 2000 | 754       |
| 2001 | 746       |

| Jahr | Einwohner |
| ---- | --------- |
| 2002 | 749       |
| 2003 | 723       |
| 2004 | 722       |
| 2005 | 708       |

| Jahr | Einwohner |
| ---- | --------- |
| 2006 | 703       |
| 2007 | 688       |
| 2008 | 728       |
| 2009 | 722       |

Datenquelle: Thüringer Landesamt für Statistik 

## Wappen
Blasonierung: „In Silber einen roten, mit einem silbernen, sechsspeichigen Rad belegten Dreiberg, darauf eine grüne Linde, von je zwei schwarzen, bis zum Schildhaupt reichenden Pfählen beseitet.“

## Sehenswürdigkeiten

### Anger
Neustadt besitzt eine relativ große Angeranlage auf einem leicht erhöhten Rondell in der Mitte des Dorfes. Das Dorf gehört somit zu wenigen Angerdörfern im Eichsfeld. Unmittelbar benachbart befinden sich die Kirche und Häuser für die Dorfgemeinschaft, wie Pfarrhaus, Schänke und alte Schule, sowie der Dorfteich. Ob der Anger früher eine für das Eichsfeld typische Angermauer und einen Steintisch besaß, ist nicht bekannt.

### Angerlinde
Die auch im Ortswappen dargestellte Tanzlinde ist das Wahrzeichen des Ortes. Der Standort des etwa 375 Jahre alten Baumriesen befindet sich in der Ortsmitte und wurde als Tanzplatz hergerichtet. Mit einem Durchmesser von etwa 14 Metern überdeckt dieser Baum mit seinen Zweigen den einstigen Tanzboden. Diese Sommerlinde wurde unmittelbar nach dem Dreißigjährigen Krieg gepflanzt. Sie ist ein lebender Zeuge des Neubeginns nach diesem mörderischen Krieg, unter dem die Region besonders zu leiden hatte. Den Breitenwuchs der Krone „lenkte“ Menschenhand durch Beschnitt von Anfang an. Als Naturdenkmal ist der Baum historisch besonders interessant und einmalig im Eichsfeld.

### St. Simon und Judas Thaddäus
Im Ort befindet sich auch die romanische Kirche St. Simon und Juda sowie denkmalgeschützte Fachwerkhäuser.

### Kreuzweg und Waldkapelle
In der Nähe des Ortsteils Neubleicherode befinden sich ein Stationsweg mit einer Mariengrotte und der Waldkapelle.

### Dreifaltigkeitslinde und Bildstock
Am Abzweig nach Neubleicherode befindet sich eine Linde mit einem Dreifaltigkeitsbildstock.

### Klüschen mit Pietà
Am südlichen Ortsausgang in Richtung Wallrode befindet sich ein Klüschen (Aussprache: Klüs’chen) mit einer Pietà als Holzrelief.
Darunter ist zu lesen: "Ihr alle die ihr des Weges kommt, merkt auf und schauet, ob je ein Schmerz gleicht meinem Schmerze."

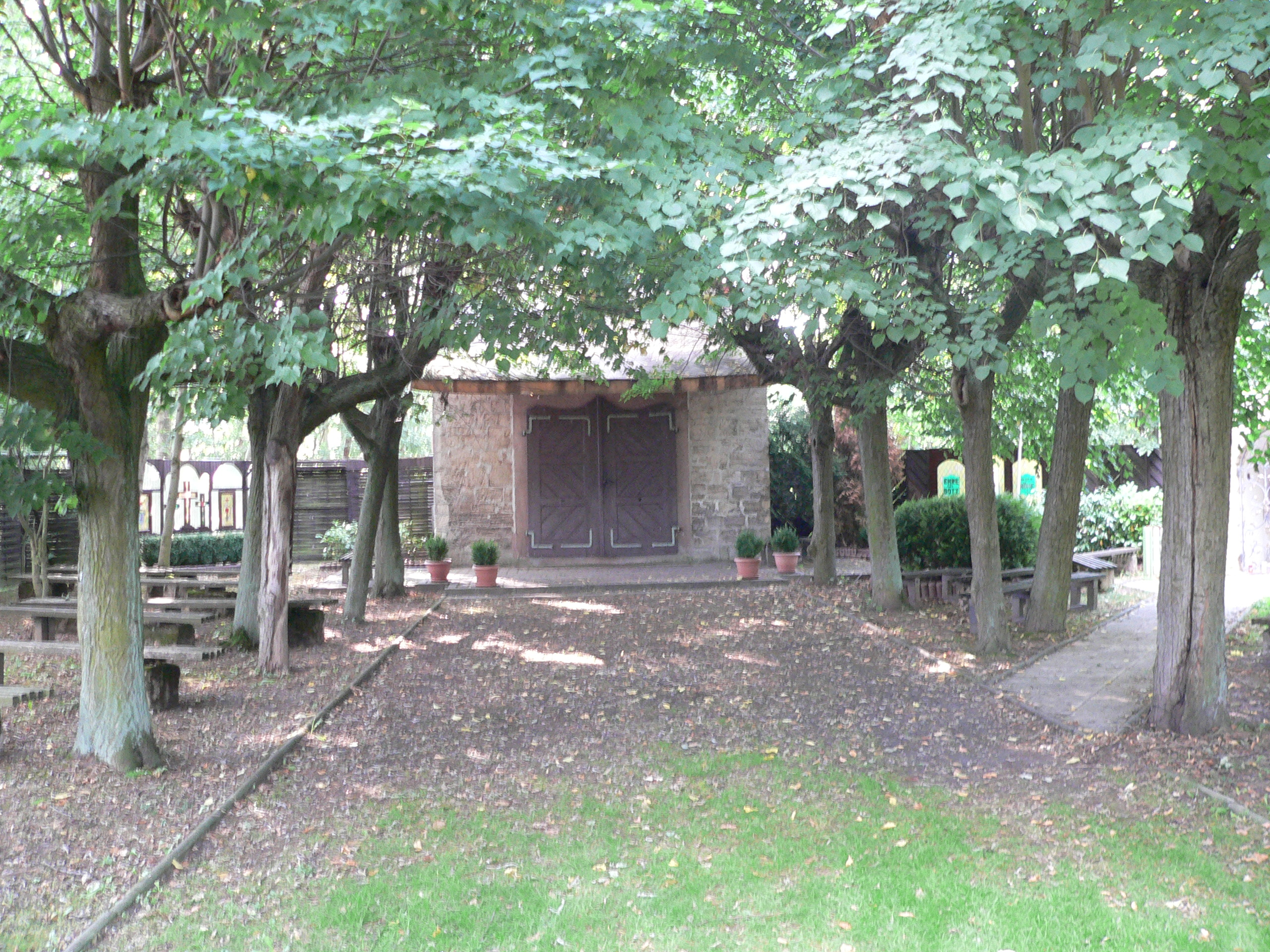
Waldkapelle
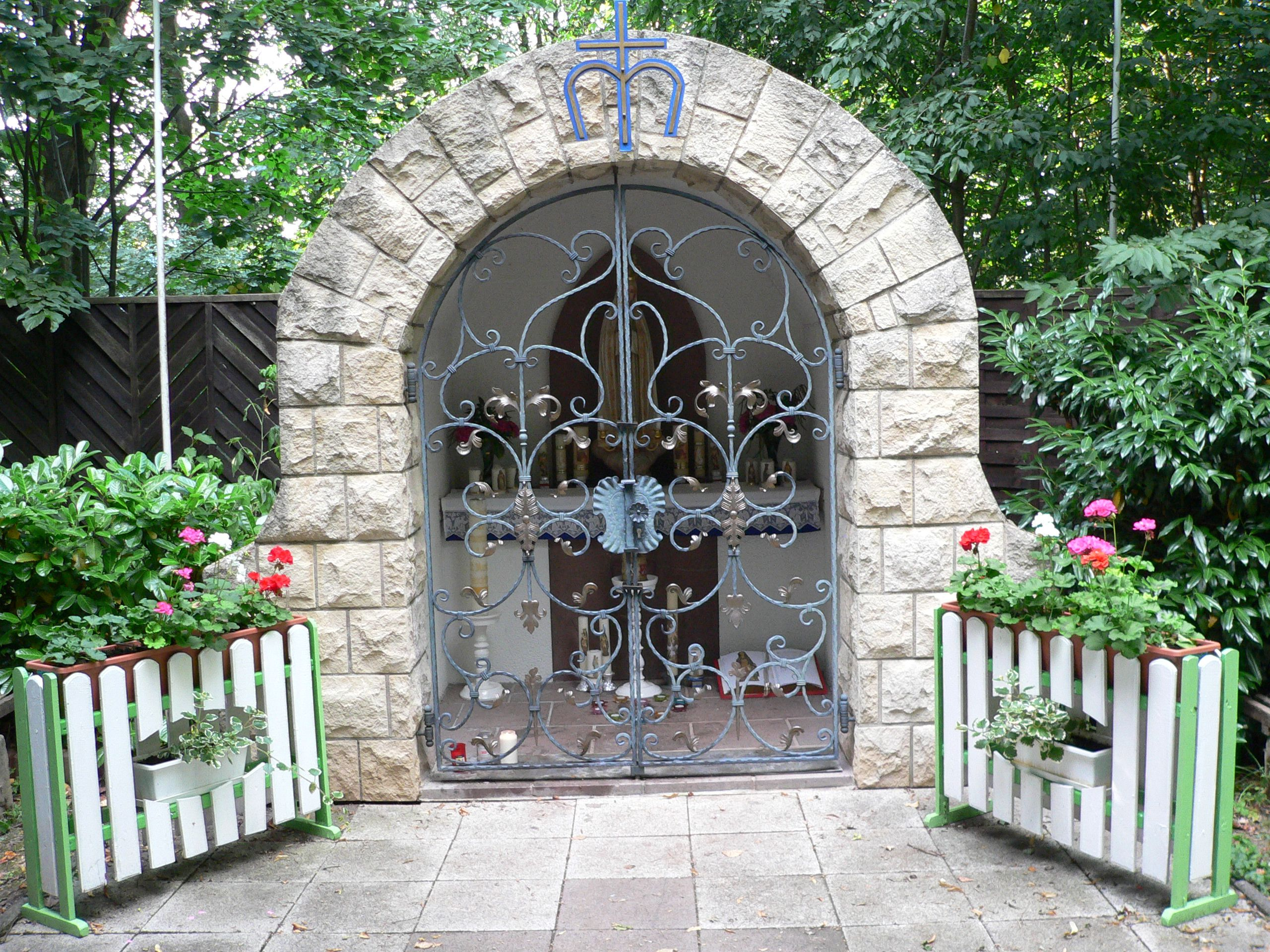
Mariengrotte bei der Waldkapelle
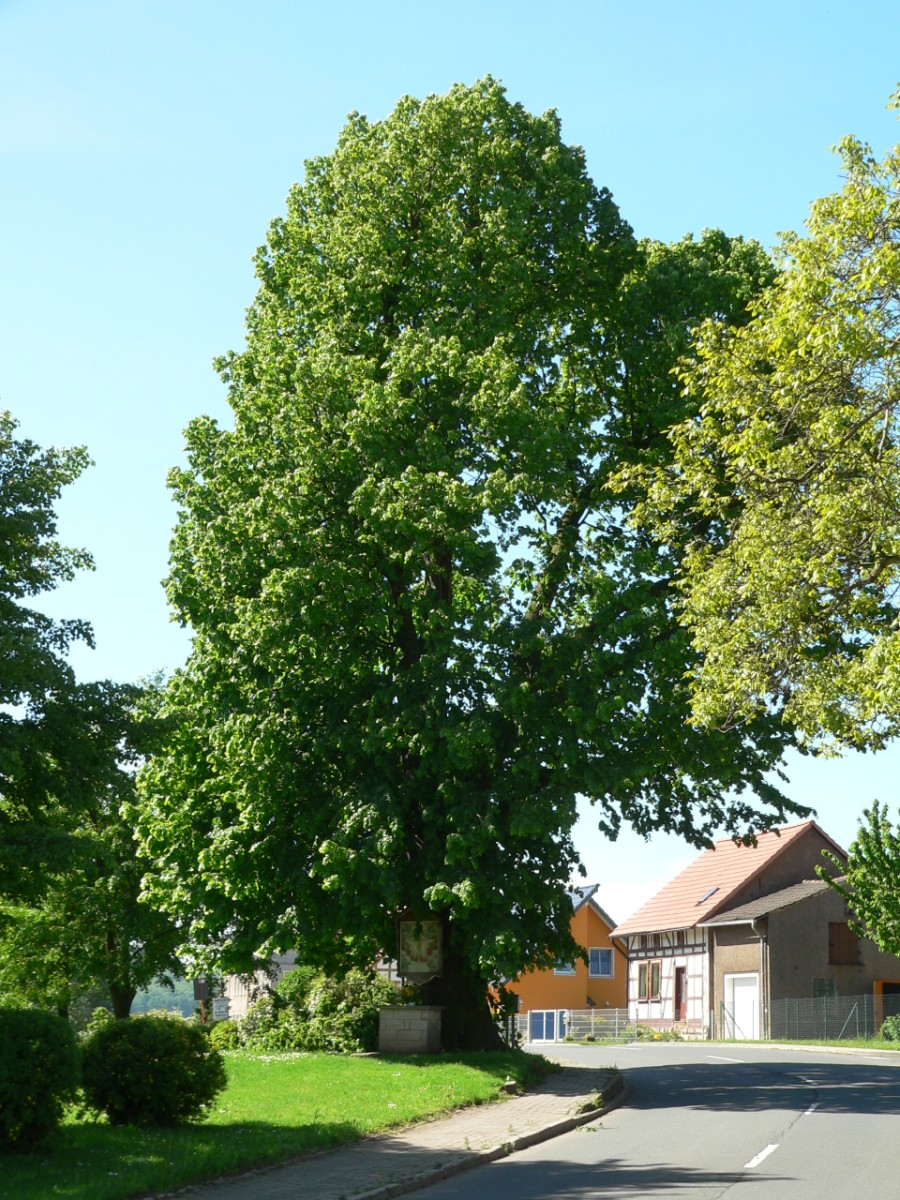
Dreifaltigkeitslinde mit Bildstock
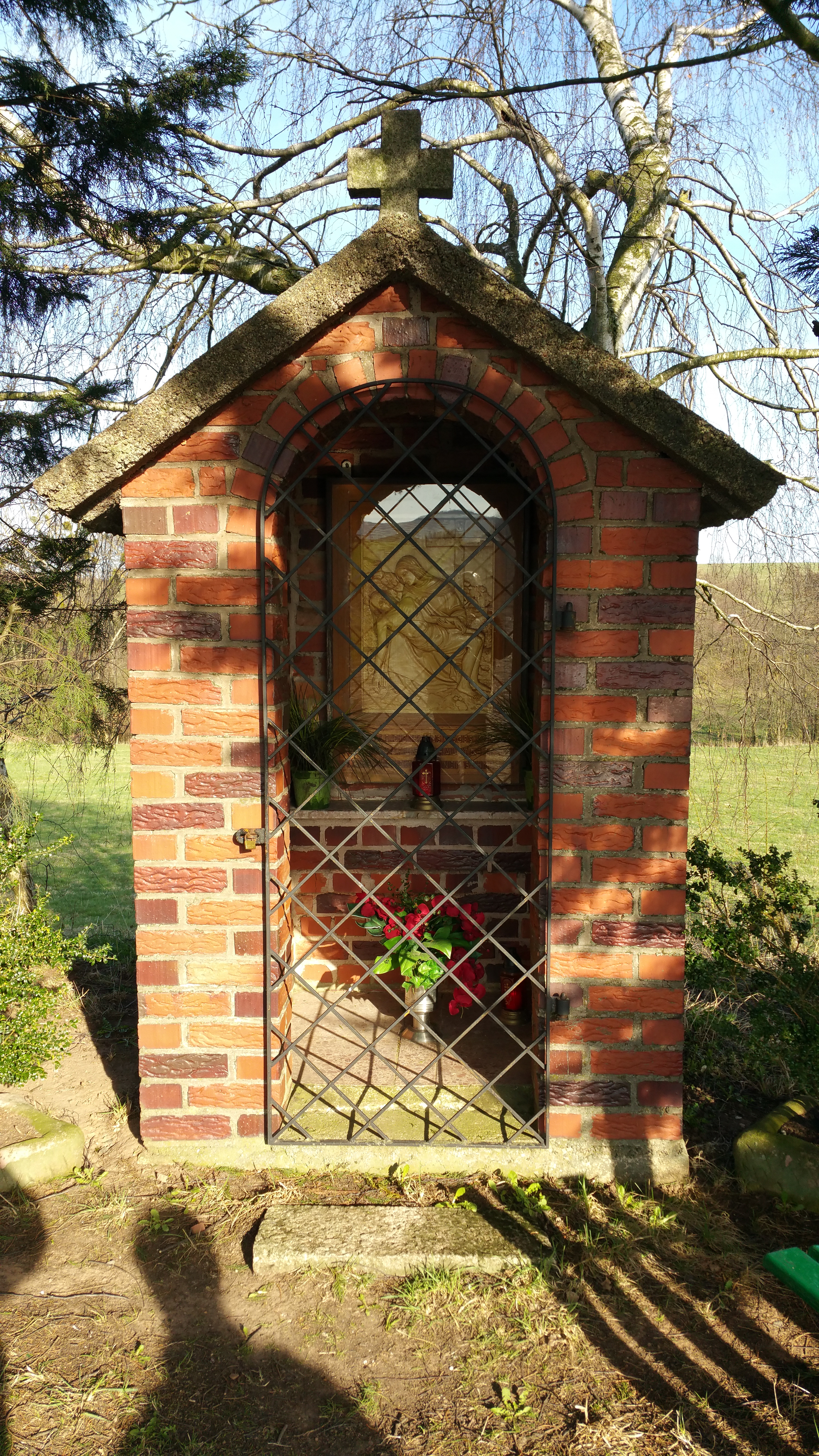
Klüschen mit Pietà